# 앳플레이

앳플레이(@플레이)는 MBC 게임의 예능 프로그램이다. MBC 게임의 2번째 장수 프로그램으로써 스타 배넷 어택과는 다르게 프로게이머가 아닌 MBC 게임 소속 중계진들과 함께하는 방송이다. 방송 5년째로 임성춘, 정인호, 김형인, 박상현이 진행한다.

## 시즌 1
2008년 여름 방학 특집으로 시작된 앳플레이는, 유대현과 한승엽이 진행을 하게 되었다.

## 시즌 2
2008년 겨울 방학 특집으로 만들어졌으며, 시즌1 기존 멤버인 유대현, 한승엽과 새롭게 박상현, 정인호, 안리나가 들어와 유즈맵 플레이 자원봉사 등 여러 가지 등을 했다.

## 시즌 3
박상현, 정인호, 안리나가 하차하고 유대현, 한승엽 기존 멤버에 임성춘, 강민이 들어왔고 이윤열, 박성준, 최인규 등 프로게이머들을 초청하였다

## 겨울이야기 2009
강민이 하차하고, 박상현, 정인호, 안리나가 다시 투입되었다.

## 스프링캠프 2010
임성춘, 박상현, 안리나가 하차하고 서경종이 들어오게 되었고, 유대현, 한승엽, 정인호, 서경종의 F4 체제로 방송을 했다.

## 쿨썸머 2010
안리나와 한소영이 추가 멤버로 들어오게 되었고, 앳플레이의 최고 전성기를 누릴수 있었다.

## 가을운동회 2010
안리나, 한소영이 하차하고 임성춘이 다시 들어왔으며, 프로리그 시즌과 일정이 겹쳐 종영되고 말았다.

## 겨울이야기 2010
2달 뒤 다시 찾아왔으며, 한승엽이 군 입대로 하차후, 한소영이 다시 돌아온듯 싶었으나, 한소영의 개인 사정으로 방송을 못하게 되고 유대현이 프로리그 해설로 인한 하차후 개그맨 김형인이 대타로 들어오게 되었다.

## 스프링캠프 2011 ~ 겨울이야기 2011
서경종, 임성춘, 정인호, 김형인 체제로 가고, 한번씩 게스트로 김동준, 김택용, 정명훈, 도재욱, 슈퍼주니어 규현, 동방신기 준수 등이 출연했다. 앳플레이 마지막 시즌에 서경종이 하차하고 박상현이 투입되었다. 그러다 2012년 1월 25일 MBC게임 폐국으로 인하여 종영되었다.